# Luna
Luna (latinski za Mjesec, Mjesečevo božanstvo ) je bila starorimska kolonija. Rimljani su ju osnovali 177. pr. Kr. Nalazila se blizu današnjeg mjesta Luni Mare u općini Ortonovo u pokrajini La Speziji. Zbog blizine kamenoloma u Carrari u kojem se vadi poznati kararski mramor, grad je dobio na gospodarskom značenju i mogao si je priuštiti monumentalnu klasičnu rimsku arhitekturu. Podignuta je kao vojna potporna točka na sjevernom rubu Etrurije, na tlu jednog od najvažnijih i vojno najjačih ligurskih plemena Apuana. Podignuta je malo poslije podizanja rimskih kolonija Pise i Luce (današnja Lucca), koje su utemeljene 180. pr. Kr. Nalazila se na prometnici Via Francigena.
Zbog luke koja je naposljetku nasuta, čestih ratova, malarije koja se širila, Luna, koja je do 11. stoljeća postala sjedištem biskupije, napuštena je.